# San Marcos (Kolumbia)
San Marcos – miasto w Kolumbii, w departamencie Sucre.